# Яніцький Василь Петрович
Яніцький Василь Петрович (нар. 14 січня 1973 року в смт. Зарічне,  Рівненської області, Українська РСР, СРСР. Український політик,  громадський діяч,  юрист. Народний депутат України VIII скликання.

## Освіта
- 1995 — Юридичний факультет Київського національного університету.
- 2003 — Економічний факультет за спеціальністю «Облік і аудит».
- 1998 — Склав кваліфікаційний іспит і отримав право займатися адвокатською діяльністю.
- 2007 — захистив дисертацію кандидата юридичних наук за темою «Порядок набуття права власності на земельну ділянку на Україні».

## Трудова діяльність
- 1995 — ТОВ Юридична фірма «Юр-Агро-Веста».
- 1996 — Директор ТОВ Юридичне бюро «Промакс».
- 1998 — Адвокат Адвокатської колегії «Промакс».
- 1999 — ЗАТ Юридична фірма «Євротек».
- 2000 — Голова правління «Євротек-Холдинг»,[1] яке в 2001 році перейменували в ЗАТ Юридична фірма «Євротек».
- 2001 — Директор ЗАТ Юридична фірма «Євротек».

## Суспільно-політична діяльність

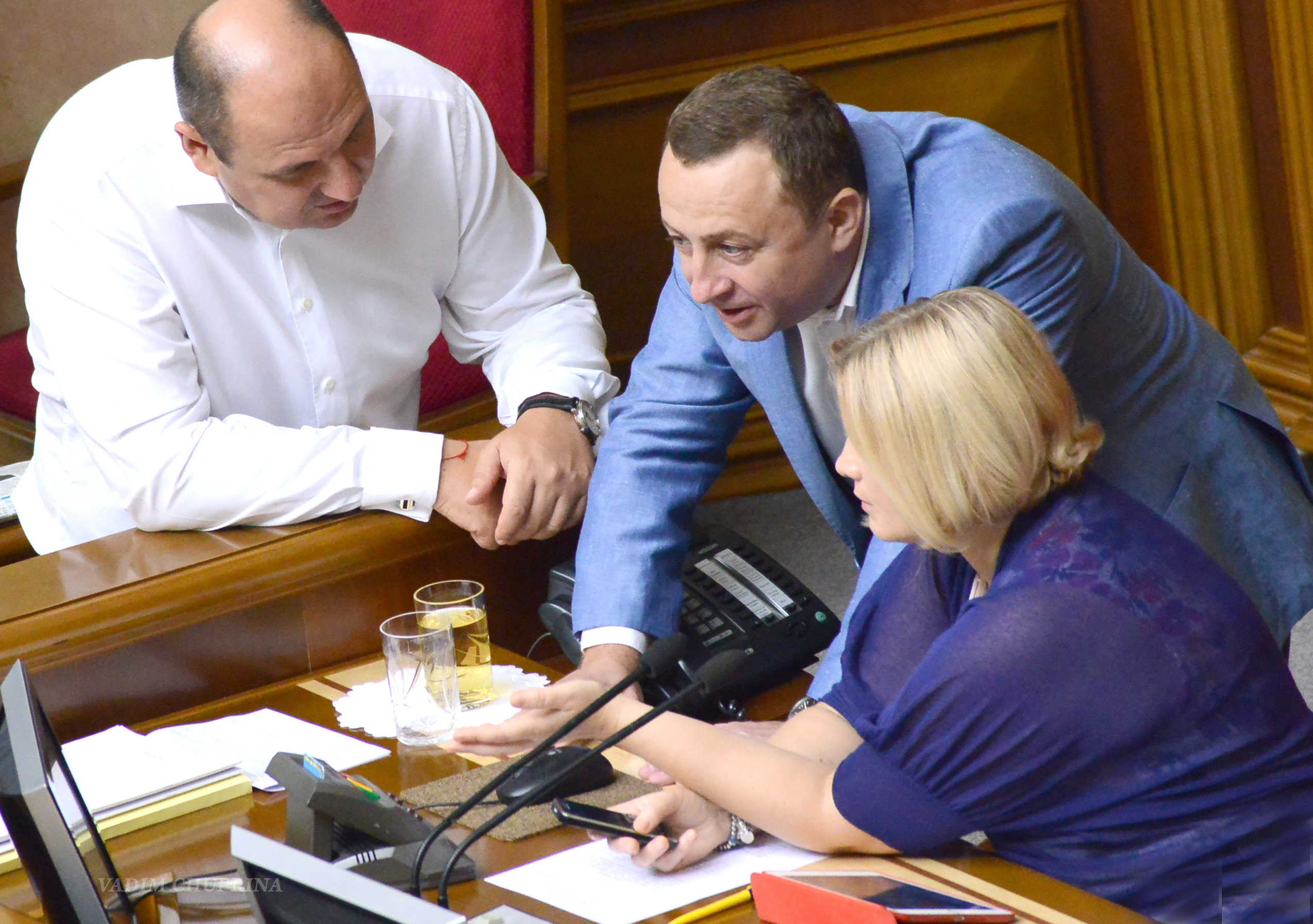
ВРУ, 2016

- 2006 — 2014 рр. — Депутат Солом'янської районної ради Києва.
- 26 жовтня 2014 год — на позачергових парламентських виборах, Василь Яніцький здобуває перемогу на одномандатному виборчому окрузі 155, Рівненська область, від Блоку Петра Порошенка з результатом 28,68 % або 27 597 голосів виборців.
- 27 листопада 2014 року — народний депутат України VIII скликання.
- Посада — заступник голови Комітету Верховної Ради України з питань правової політики та правосуддя..ВРУ, 2016

## МГО (міжнародне громадське об'єднання) «Рівненське земляцтво»

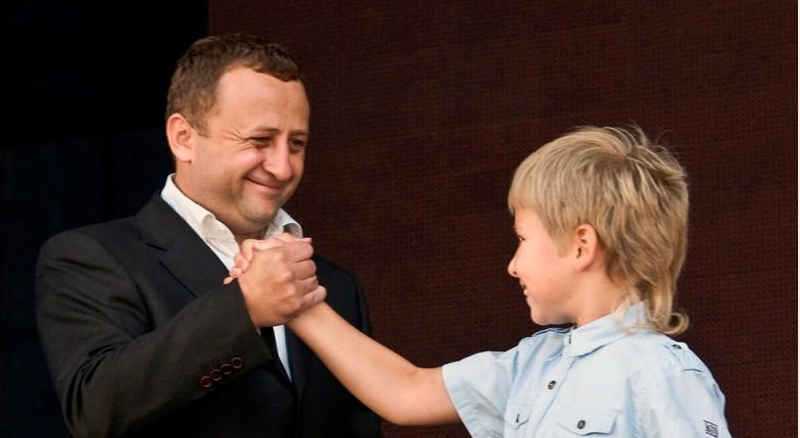
Яніцький

- 2009 р. — був обраний віце-президентом МГО «Рівненське земляцтво». Як виходець з Полісся, взяв під свою опіку північні райони області.
- 2010 р. — був заснований Благодійний Фонд Василя Яніцького «Наш край» для підтримки творчої молоді, пропаганди здорового способу життя, допомоги землякам у вирішенні поточних проблем.

## Нагороди
- Відзначений подяками Київського міського голови (2007 р., 2011 р.);
- Відзначений подякою Солом'янської районної Ради в м. Києві (2007 р.);
- Відзначений почесною грамотою Рівненської обласної ради (2011 р.);
- Нагороджений орденом «За заслуги» ІІІ ступеня (Указ Президента України № 241, 2018 рік)

## Родина
Одружений. Виховує двох синів — Вадима та Олексія.

## Наукові публікації
1. Яніцький В. П. Земельна правоздатність громадян // Право України. — 2006. — № 11 — С.98-100.
2. Яніцький В. П. Правові наслідки порушення порядку набуття права приватної власності на землю // Держава і право: Збірник наукових праць. Юридичні і політичні науки. Випуск 33.- К.: Ін-т держави і права ім. В. М. Корецького НАН України, 2006.- С.411-417.
3. Яніцький В. П. Співвідношення процесуальних норм земельного права з адміністративним. цивільним та кримінальним правом // Підприємництво, господарство і право. — 2007.- № 2.- С.103 — 105.
4. Яніцький В. П. До питання земельної правоздатності громадян // Збірник тез доповідей Міжнародної наукової конференції молодих вчених «П'яті осінні юридичні читання», Хмельницький, 27-28 жовтня, 2006. — С.201-204.

## Захоплення
Футбол, гірськолижний спорт, історія